# Хабшан – Рувайс (газопровід)
Хабшан – Рувайс (газопровід) – трубопроводи, якими блакитне паливо транспортується від газопереробного майданчику Хабшан до ряду споживачів на заході емірату Абу-Дабі.
У 1980 – 1984 роках в центральній частині емірату Абу-Дабі запустили цілий ряд ГПЗ – Бу-Хаса, Баб, Асаб та Хабшан, при цьому останній (котрий наразі є найбільшим газопереробним майданчиком країни) перетворився на газовий хаб, до якого проклали трубопроводи від Бу-Хаси та Асабу. Від Хабшану блакитне паливо почали подавати як на схід у напрямку міста Абу-Дабі, так і на захід до Рувайса. В останньому випадку проклали газопровід довжиною 109 км та діаметром 750 мм, котрий дозволив подати блакитне паливо цілому ряду споживачів, зокрема:
- нафтопереробному заводу в Рувайсі, який також має власну ТЕС;
- введеному в дію у 1983-му заводу азотних добрив в Рувайсі;
- спорудженій в 1996-му ТЕС Мірфа, куди проклали перемичку діаметром 100мм;
- запущеній в 2003-му ТЕС Шувейхат, до якої спорудили відгалуження довжиною 20 км та діаметром 500 мм.
З плином часу споживання блакитного палива в районі Рувайсу продовжувало зростати. Так , в 2011-му стала до ладу ТЕС Шувейхат 2, за два роки почала роботу ТЕС Шувейхат 3, а невдовзі ввели в експлуатацію ще один завод азотної хімії, котрий більш ніж подвоїв показник майданчику (до останнього проклали ще одне відгалуження, виконане в діаметрі 500 мм).
Враховуючи додатковий попит, в 2013-му спорудили другий газопровід Хабшан – Рувайс – Шувейхат довжиною 122 км. При цьому основна частина траси виконана в діаметрі 1300 мм, а ділянка від Рувайсу до Шувейхату довжиною 15 км – в діаметрі 1200 мм. Пропускна здатність цієї нитки становить 40 млн м3 на добу.